# Locomotiva Sans Pareil
La locomotiva Sans Pareil è stata una locomotiva a vapore sperimentale. Fu costruita da Timothy Hackworth per il "Rainhill Trials", concorso indetto per la gara d'appalto della ferrovia tra Liverpool e Manchester, nell'ottobre 1829. Il concorso prevedeva il traino di un peso di 18 t per 70 miglia ad almeno 10 miglia/ora. I concorrenti furono 5: Perseverance, Cyclopède, Novelty, Rocket, e la Sans Pareil. Aveva due cilindri di 178 x 483 mm; la sua velocità massima era di 30 km/ora. La gara per il concorso fu caratterizzata da una serie di guasti ed essa non vinse, fermandosi al miglio 36. Montava ruote in legno con mozzo di ghisa, ed era priva di sospensioni.